# Let’s Do It
Let's Do It Magyarországon 2005  október 3. óta jelenlévő üzleti modell, ahol a tagként csatlakozó szerszámgép és barkácseszköz profilú áruházak egyúttal résztulajdonosok is.  

## Magyar hálózat
A magyar "Let's Do It" áruházak eladótereinek átlagos alapterülete 400 négyzetméter. A márkanév alatt tíz iparcikk-kereskedelmi szaküzlet kezdte meg működését Székesfehérvárott, Keszthelyen, Hajóson, Szombathelyen, Tatabányán, Mosonmagyaróváron (Flex-Fény Bt.), Békéscsabán (Csaba-Drink Kft.), Salgótarjánban és Miskolcon (Borsod Zöldért Rt.) 2006 júniusban Balassagyarmaton nyitottak üzletet (Nógrádker Vasáruház), 2006 október 12-én pedig Tótkomlóson (Gyé-Mobil Kft.), Mátészalkán (Max-24 Kft), Nagyatádon (Orbán és Fia Kft.), Nagykanizsán (Szatócs Kereskedelmi Bt.), Sárváron (Tar Csavar-Csapágy Kft.) és Debrecenben (Trendix Kft.). Később Győr (Flex-Fény Bt.), Zalaegerszeg (Technoroll Kft.), Gyöngyös (Gyöngyösi Őrangyal Kft.).
A csoportnak 2013-ban Magyarországon 25 tagja van. 

## Franchise alapító
1989 novemberében a 3e Handels- und Dienstleistungs AG három Ausztriában működő beszerzési társulás, az Eisenring Süd, az Eisenring Ost és az E/D/E egyesülésével jött létre Wels városban, kedvezőbb beszerzési árak elérése céljából.
A Lets do it koncepciót 2004 őszén vezették be Ausztriában, majd 2005-től Magyarországon.  A magyar piacon tapasztalt sikerre alapozva 2006. október közepén megnyílt az első öt Lets do it egység Szerbiában. 
A vállalatcsoport Ausztrián kívül még 10 Kelet-Európai országban tevékenykedik, Magyarország mellett jelen vannak Csehországban, Szlovákiában, Szerbiában, Szlovéniában, Horvátországban, Boszniában és Montenegróban, 2009-től Albániában és Romániában.
2004-ben a csoportban működő 306 vállalkozás összesen 488 millió eurós forgalmat ért el, ebből az Ausztrián kívüli tagvállalatokra eső érték 106 millió euro. A csoport tagjainak forgalma 2011-ben elérte az 546 millió eurót, ebből Ausztriában a 423 milliót. 2012-ben a 3e csoport 247 tagvállalata együtt 530 eurós forgalmat ért el, ebből a bevétel meghatározó része, 413 millió euró Ausztriában keletkezett.

## Üzleti modell
A Lets do it értékesítési koncepció szakkereskedők együttműködésén alapul, vagyis a barkácsáruház-láncot önálló kereskedők alkotják, akik az üzletek egyforma külső és belső megjelenése, az egységes fellépés és reklámstratégia, valamint a közös beszerzésből előnyeit élvezhetik.
Az üzletlánc a vevők számára szaktanácsadás mellett szervizt is kínál, ami a hálózathoz való csatlakozás nem feltétele. A Lets do it  know-how átadásával, tervezéssel, lebonyolítással, reklámozással segíti elő az üzletek megnyitását és működését.
A Lets do it termékkínálatába elektromos és kézi szerszámok, motoros és kézi kertészeti eszközök, munkaruhák, munkavédelmi eszközök és rögzítéstechnikai termékek tartoznak. Az árukínálat a barkács minőségtől a professzionális szerszámokig terjed ki.